# Haemopidae
Haemopidae ist gemäß der bisherigen Systematik der Name einer Familie von räuberisch im Süßwasser lebenden Egeln in der Ordnung der Kieferegel. Nach neueren Untersuchungen müssen die Haemopidae-Arten möglicherweise auf die Familien Hirudinidae und Semiscolecidae verteilt und damit an die Seite von blutsaugenden Arten gestellt werden.

## Merkmale
Die großen, in Ruhestellung zylindrisch geformten Egel der Familie Haemopidae haben in der Kopfregion 5 Paar unauffällige Augen. 15 oder 16 der äußerlich nicht sichtbaren Segmente haben 5 äußere Ringel pro Segment. Wie andere Kieferegel haben die Haemopidae in ihrem Mund drei Kiefer, die aber meist deutlich schwächer ausgebildet sind als bei den blutsaugenden Hirudinidae. Die Kiefer haben entweder zwei Reihen von Zähnen (distichodont) oder überhaupt keine Zähne. Der Darmkanal weist in Anpassung an die räuberische Lebensweise mit Ausnahme zweier kleiner Postcaeca im 19. Segment keinerlei Blindsäcke auf, weshalb häufigere Mahlzeiten nötig sind. Der Penis der zwittrigen Tiere ist stets sehr wohl entwickelt. Der paarige Spermienleiter biegt sich rückwärts vom 12. oder 11./12. Segment als einfache Schleife, wobei die Epididymis auf dem rückläufigen und der Bulbus ejaculatorius auf dem vorherigen Segment gebildet wird. Die Vagina hat einen Blindsack und kann eine Vaginalröhre besitzen.

## Verbreitung, Lebensraum und Lebensweise
Die Egel der Familie Haemopidae sind im Süßwasser von Binnengewässern sowohl auf der Nordhalbkugel als auch in Südamerika verbreitet. Sie ernähren sich als Prädatoren von Kleintieren. Die Beute wird als Ganzes verschluckt.
Am besten untersucht ist der Pferdeegel (Haemopis sanguisuga), der in Europa, Nordafrika und Kleinasien verbreitet ist und entgegen seinem Namen verschiedene Kleintiere wie Insektenlarven und Schlammröhrenwürmer, aber auch Amphibienlarven erbeutet.

## Lebenszyklus
Die Zwitter begatten sich gegenseitig, wobei jeder Partner seinen Penis in die Vagina des anderen Partners einführt. Um das Clitellum herum wird bei jedem der beiden beteiligten Egel ein Kokon abgeschieden, in den mehrere Eier gelegt werden. Der Kokon wird über das Vorderende des Mutteregels abgestreift und in feuchte Erde neben einem Gewässer gelegt, und aus den Eiern entwickeln sich kleine Egel, die sich nach dem Schlüpfen ins Wasser begeben.

## Systematik
Nach der derzeitigen Systematik umfassen die Haemopidae, eine Familie in der Unterordnung der Hirudiniformes, zwei Unterfamilien mit folgenden Gattungen:
- Haemopinae (Nordhalbkugel)
  - Haemopis (Paläarktis)
  - Whitmania (Südostasien)
  - Percymoorensis (Nordamerika)
- Semiscolecinae (Südamerika)
  - Semiscolex
  - Patagoniobdella

Neuere molekulargenetische Untersuchungen von Phillips und Siddall an Egeln der Familien der blutsaugenden Hirudinidae, der räuberischen Haemopidae, der landlebenden blutsaugenden Haemadipsidae, der landlebenden räuberischen Xerobdellidae und der mittelamerikanischen blutsaugenden Semiscolecidae deuten allerdings darauf hin, dass es sich um paraphyletische Gruppen handelt. Die Familie Haemopidae ist demzufolge aufzulösen und auf die zwei Familien Hirudinidae und Semiscolecidae zu verteilen, wobei die Arten der Typusgattung Haemopis phylogenetisch denen der Typusgattung Hirudo nahe stehen:
Hirudinidae (nördliche Klade)
- Aliolimnatis
- Asiaticobdella
- Hirudinaria
- Goddardobdella
- Hirudo
- Whitmania
- Haemopis

Südliche Klade:
- Macrobdellidae
  - Macrobdella
  - Philobdella
  - Oxyptychus
- Semiscolecidae
  - Semiscolex
  - Patagoniobdella
- Praobdellidae
  - Limnobdella
  - Limnatis